# 永尾昇
永尾 昇（ながお のぼる、1954年8月20日 - ）は、日本の元サッカー選手。ポジションはミッドフィールダー。埼玉県児玉郡児玉町（現、本庄市）出身。

## 来歴
埼玉県立児玉高等学校時代に関東大会優勝、国体選抜に選出された経験を持つ。法政大学を経て1977年に日本サッカーリーグ1部の三菱重工業サッカー部に入部。1978年シーズンに7アシスト（2位）を記録し新人王に選出された。翌年にも7アシストで2年連続でアシストランクの次点に入る活躍を魅せた。
また1980年度の天皇杯全日本サッカー選手権大会決勝の田辺製薬戦では、かつての古豪の復活という話題性や田辺製薬が全社を上げて応援団を送り込んだ事もあって、35,000人の観衆の多くが田辺製薬を応援するアウェーの様な雰囲気の中、前半27分に決勝ゴールを決め同タイトルの獲得に貢献した。
また1980年6月11日に大宮サッカー場で行われた埼玉県選抜とミドルセックス・ワンダラーズ（イングランド2部、3部リーグ所属選手の選抜チーム）との親善試合にもMFとして出場し、勝利（3-2）に貢献している。

## 所属クラブ
- 1970年-1972年 児玉高校
- 1973年-1976年 法政大学
- 1977年-1981年 三菱重工
- 1983年-198?年 藤岡市役所

## 個人成績
| 国内大会個人成績 | 国内大会個人成績 | 国内大会個人成績 | 国内大会個人成績 | 国内大会個人成績 | 国内大会個人成績          | 国内大会個人成績 | 国内大会個人成績 | 国内大会個人成績 | 国内大会個人成績 | 国内大会個人成績 | 国内大会個人成績 |
| 年度             | クラブ           | 背番号           | リーグ           | リーグ戦         | リーグ戦                  | リーグ杯         | リーグ杯         | オープン杯       | オープン杯       | 期間通算         | 期間通算         |
| 年度             | クラブ           | 背番号           | リーグ           | 出場             | 得点                      | 出場             | 得点             | 出場             | 得点             | 出場             | 得点             |
| 日本             | 日本             | 日本             | 日本             | リーグ戦         | リーグ戦                  | JSL杯            | JSL杯            | 天皇杯           | 天皇杯           | 期間通算         | 期間通算         |
| ---------------- | ---------------- | ---------------- | ---------------- | ---------------- | ------------------------- | ---------------- | ---------------- | ---------------- | ---------------- | ---------------- | ---------------- |
| 1977             | 三菱             |                  | JSL1部           |                  |                           |                  |                  |                  |                  |                  |                  |
| 1978             | 三菱             |                  | JSL1部           | 18               |                           |                  |                  |                  |                  |                  |                  |
| 1979             | 三菱             |                  | JSL1部           |                  |                           |                  |                  |                  |                  |                  |                  |
| 1980             | 三菱             |                  | JSL1部           |                  | 1                         |                  |                  |                  |                  |                  |                  |
| 1981             | 三菱             |                  | JSL1部           |                  | 1                         |                  |                  |                  |                  |                  |                  |
| 通算             | 日本             | 日本             | JSL1部           | 73               | 7\|\|\|\|\|\|\|\|\|\|\|\| |                  |                  |                  |                  |                  |                  |
| 総通算           | 総通算           | 総通算           | 総通算           | 73               | 7\|\|\|\|\|\|\|\|\|\|\|\| |                  |                  |                  |                  |                  |                  |

## 個人タイトル
- 1978年 日本サッカーリーグ：新人王